# San José la Hacienda
San José la Hacienda är en ort i Mexiko.   Den ligger i kommunen Ayutla de los Libres och delstaten Guerrero, i den södra delen av landet, 270 km söder om huvudstaden Mexico City. San José la Hacienda ligger 420 meter över havet och antalet invånare är 1 706.
Terrängen runt San José la Hacienda är lite bergig. Runt San José la Hacienda är det ganska tätbefolkat, med 58 invånare per kvadratkilometer. Närmaste större samhälle är Ayutla de los Libres, 3,6 km sydväst om San José la Hacienda. Omgivningarna runt San José la Hacienda är en mosaik av jordbruksmark och naturlig växtlighet.